# Un grand amour
"Un grand amour" (em português: "Um grande amor") foi a canção que representou o Luxemburgo no Festival Eurovisão da Canção 1958 que se realizou em Hilversum, cidade dos Países Baixos em 12 de março desse ano.
A referida canção foi interpretada em francês por Solange Berry. Foi a quarta canção a ser interpretada na noite do evento, a seguir à canção da França "Dors, mon amour, interpretada por André Claveau e antes da canção da Suécia  "Lilla stjärna", cantada por Alice Babs. Terminou em 9.º e último lugar (empatada com a canção dos Países Baixos), tendo recebido apenas 1 ponto. Solange Berry nunca gravou um disco com esta canção, talves devido à má classificação obtida. O Luxemburgo não participaria em 1959, mas regressaria em 1960 com Camillo Felgen que interpretaria a canção "So laang we's du do bast, uma das poucas canções interpretadas em luxemburguês na história do Festival Eurovisão da Canção.

## Autores
- Letristas: Monique Laniece,Raymond Roche
- Compositor:Michel Eric
- Orquestrador:Dolf van der Linden

## Letra
A canção é de estilo chanson, popular nos primeiros tempos do Festival Eurovisão da Canção e Ferry canta sobre o carácter imprevisto  de um "grande amor". A canção termina, todavia com a cantora cantando sonre o fim de um amor, mas ela canta que é não é má ideia que seja substituída pela amizade.